# Benedito Domingos Vito Coscia
Dom Benedito Domingos Coscia (Nova Iorque/EUA, 10 de agosto de 1922 – Goiânia/Brasil, 30 de abril de 2008) foi um bispo da Igreja Católica.
Nome de batismo: "Vito Benedict Coscia"
Seus pais eram Domenico Spano Coscia e Angela Camastra Coscia. Benedito nasceu em Brooklyn, Nova Iorque - EUA, entrou na Ordem dos Frades Menores - Franciscanos - professando em 12 de agosto de 1943 e foi ordenado sacerdote em Washington, D.C. - EUA. Sua ordenação episcopal foi em Brooklyn, Nova Iorque - EUA, em 21 de setembro de 1961. Nomeado bispo da Diocese de Jataí em 5 de agosto de 1961, renunciando a 24 de fevereiro de 1999. "Pax et Bonum" (“Paz e Bem”) era seu lema episcopal. Foi o bispo que construiu a Catedral Divino Espírito Santo, em Jataí. Faleceu em Goiânia, onde residia desde 1999, foi sepultado na cripta da Catedral de Jataí.

## Estudos
Estudos primários na Public School 104 (1928-1935) e na Immaculata H.S., NY (1935-1939). Estudos secundários na St. Francis College, Brooklyn/NY (1939-1941). Estudos universitários: Filosofia no St. Boaventura College, Olean, NY (1943-1945); e Teologia na Holy Name College, Washington, DC (1945-1949). Especializações: Mestrado em História Latino-Americana (1945-1948). Doutorado: Doctor of Laws (LLD), Honoris Causa (St. Francis College, Brooklyn, NY); Universidade de São Boaventura, Orlean, NY.

## Atividades
Como Sacerdote
Vigário Paroquial. Anápolis, Brasil (1950-1957);
Pároco e Superior do Convento. Pires do Rio, Brasil;
Professor (Ginásio). Pires do Rio, Brasil (1957-1961).
Como Bispo
Bispo Acompanhante da Pastoral da Criança e do Diaconato Permanente, Regional CO da CNBB;
Membro da Comissão de três Bispos para a construção de nova sede da CNBB em Brasília (DF), Brasil;
Sessões do Concílio Vaticano II (1962-1965);
Bispo da Diocese de Jataí, Brasil (1961-1999);
Administrador Apostólico da Diocese de Jataí (1999-2000).